# Alfred Lüntzel
Alfred Adalbert Lüntzel (* 30. August 1833 in Hildesheim; † 13. Dezember 1910 in Hannover) war ein deutscher Jurist und Rechtsanwalt am Reichsgericht.

## Leben
Alfred Lüntzel entstammte einer patrizischen Familie in Hildesheim; sein Vater war der Hildesheimer Stadtsyndicus und Bürgermeister Carl Christoph Lüntzel. Er studierte ab 1850 Rechtswissenschaften an der Universität Göttingen und wurde dort 1851 Mitglied des Corps Hannovera. Nach der ersten Ausbildungsphase mit dem Ersten Staatsexamen 1853 trat er die erste praktische Stellung als Auditor in Lamspringe an. 1857 wurde Lüntzel als Rechtsanwalt in Celle zugelassen und wechselte später nach Hannover. Nach der Annexion des Königreichs Hannover durch Preußen wurde er 1867 Anwalt beim neu errichteten Oberappellationsgericht in Berlin, später beim Preußischen Obertribunal. 1879 wurde Lüntzel zum Justizrat ernannt und zur Anwaltschaft beim Reichsgericht in Leipzig zugelassen. Hier war er bis 1887 tätig und trat sodann in den Ruhestand, den er zunächst in Dresden Weißer Hirsch, dann in Göttingen und zuletzt in Hannover verlebte. Lüntzel verstarb unverheiratet.

## Schriften
- Einheitsstaat oder Bundesstaat?, Cruse, 1867
- Das preußische Obertribunal und seine Stellung als künftiger deutscher Kassationshof, in: Zeitschrift für Gesetzgebung und Rechtspflege in Preußen, Band 2, 1868, S. 76 ff.

## Verfahren
- Revision im Strafverfahren Der Brand der Neustettiner Synagoge vor den Schwurgerichten zu Köslin und Konitz in: Hugo Friedländer: Interessante Kriminalprozesse zeno.org, siehe auch Synagogenbrand von Neustettin